# Patrik Valčák
Patrik Valčák (* 16. Dezember 1984 in Ostrava, Tschechoslowakei) ist ein ehemaliger tschechischer Eishockeyspieler, der mit seinen jeweiligen Klubs Landesmeister in Frankreich, Polen und den Vereinigten Arabischen Emiraten wurde.

## Karriere
Patrik Valčák begann seine Karriere als Eishockeyspieler in der Nachwuchsabteilung des HC Poruba, für dessen U18- und U20-Junioren er von 2000 bis 2003 aktiv war. Anschließend wurde er im NHL Entry Draft 2003 in der vierten Runde als insgesamt 129. Spieler von den Boston Bruins ausgewählt, für die er allerdings nie spielte. Stattdessen lief der Flügelspieler eine Spielzeit lang für die Lethbridge Hurricanes, die ihn beim CHL Import Draft 2003 in der ersten Runde an insgesamt elfter Position gezogen hatten, und die Kelowna Rockets in der kanadischen Juniorenliga Western Hockey League auf. Mit Kelowna gewann er dabei 2004 den Memorial Cup, die Meisterschaft der Canadian Hockey League. In der Saison 2004/05 spielte er für den HC Havířov und seinen mittlerweile umbenannten Ex-Club HC Sareza Ostrava in der 1. Liga, der zweiten tschechischen Spielklasse, und beendete die Spielzeit beim Juniorenteam Lincoln Stars aus der United States Hockey League.
In der Saison 2005/06 stand Valčák erneut bei mehreren tschechischen Vereinen unter Vertrag. Dies war Vsetínská hokejová aus der Extraliga, sowie die Zweitligisten HC Sareza Ostrava, KLH Vajgar Jindřichův Hradec und SK Kadaň. Die Saison 2006/07 begann er in der finnischen SM-liiga, in der er für TPS Turku und die Espoo Blues antrat, beendete sie jedoch in der französischen Ligue Magnus bei Grenoble Métropole Hockey 38. Mit diesem gewann er in derselben Spielzeit die französische Meisterschaft und die Coupe de la Ligue, sowie 2008 die Coupe de France.
Von 2008 bis 2010 war Valčák in der slowakischen Extraliga für den HC Dukla Trenčín und den MHk 32 Liptovský Mikuláš aktiv. Für die Saison 2010/11 erhielt er einen Probevertrag beim neu gegründeten slowakischen Klub HC Lev Poprad, der in der Kontinentalen Hockey-Liga hätte spielen sollen, allerdings nicht für den Spielbetrieb zugelassen wurde. Im Dezember 2010 unterzeichnete Valčák einen Kontrakt bei Olofströms IK in der dritten schwedischen Liga. Die Saison 2011/12 begann der Tscheche in seiner Heimat beim HC Oceláři Třinec, bevor er im November 2011 zum HK Nitra in die Slowakei wechselte. 2012 wechselte er zum KS Cracovia, mit dem er 2013 Polnischer Meister wurde, wozu er selbst als Topscorer und bester Vorbereiter der Ekstraliga beitrug. Nach einem Jahr, das er in seinem Heimatland beim HC Vítkovice Steel verbracht hatte, kehrte er 2014 nach Krakau zurück. Aber bereits im Januar 2015 zog es ihn nach Übersee, wo er mit den Allen Americans den Kelly Cup gewann. Die beiden folgenden Jahre spielte er in England für den Manchester Storm, ehe er 2017 für ein Jahr auf die Arabische Halbinsel wechselte und dort 2018 mit den Dubai Mighty Camels die Emirates Ice Hockey League gewann. Zuletzt spielte er wieder in England, wo er 2020 bei den Leeds Chiefs seine Karriere beendete.

## Erfolge und Auszeichnungen
- 2004 Memorial-Cup-Gewinn mit den Kelowna Rockets
- 2007 Französischer Meister mit Grenoble Métropole Hockey 38
- 2007 Coupe de la Ligue-Gewinn mit Grenoble Métropole Hockey 38
- 2008 Coupe de France-Gewinn mit Grenoble Métropole Hockey 38
- 2013 Polnischer Meister mit dem KS Cracovia
- 2013 Topscorer und bester Vorbereiter der Ekstraliga
- 2015 Kelly-Cup-Gewinn mit den Allen Americans
- 2018 Meister der Vereinigten Arabischen Emirate mit Dubai Mighty Camels

## Statistik
(Stand: Ende der Saison 2013/14)